# Lindsey Perez
La Agente Lindsey Pérez es un personaje de la saga de películas de terror Saw. En la ficción, Perez es una agente del FBI, compañera y amiga del agente Strahm. Juntos intentarán ayudar al Detective Hoffman y al Sargento Rigg de las SWAT a investigar el caso Jigsaw.

## Perfil
En Saw IV vemos a Lindsey Perez y su compañero Strahm entran en la fosa subterránea donde Rigg y Hoffman encontraron el cadáver de la detective Kerry. Strahm discute un momento con Hoffman ya que el forense teorizaba que Jigsaw (con alguna máquina) o Amanda podrían haber subido a Kerry a la trampa. Pero Strahm argumenta que Amanda pesaba mucho menos que Kerry y Jigsaw era inteligente, no fuerte. La fotógrafa forense detecta con el flash de su cámara una bala dentro del cuerpo de Kerry que Lindsey manda a que le saquen las huellas. Ya en la estación de policía, Hoffman y Rigg tienen una pequeña charla que los agente interrumpen. Cuando Hoffman y Rigg salen de la habitación y se dirigen a sus casas ya que su turno había terminado, Strahm le pregunta a Perez por qué Hoffman (alguien del departamento de Tácticas) había interrogado a Jill. Perez le dice que deberían saber el último mensaje de Kerry (que advertía que Hoffman y Rigg estaban en posible peligro), pero Strahm le dice que no tiene la autoridad y no la deja. 
Más tarde, se sabe que las huellas de la bala que encontraron en el cuerpo de Kerry pertenecían a Rigg, y Strahm y Perez junto a una tropa de las SWAT van a investigar su casa, a la que encuentran llena de pistas e indicios de que allí se realizó algún crimen de Jigsaw. También encuentra el cadáver de Brenda una prostituta, con el cuero cabelludo semi-arrancado al lado de una máquina. Perez y Strahm también descubren fotos de Jill Tuck y las inscripciones "Ve lo que yo veo" y "Cuatro Paredes construyen una casa". De inmediato, los agentes traen a Jill a una sala de interrogatorios, donde Strahm la somete a un duro e intenso planteamiento. 
Mientras tanto, se descubren los cadáveres de Ivan (un violador absuelto tres veces) completamente desmembrado y las huellas de Rigg por todas partes, además de una puerta con la inscripción "Siente lo que yo siento". Finalmente, se encuentra el cadáver de Rex y su esposa Morgan (aún viva) ensartada entre una trampa muy delicada que la atraviesa de pinchos. Rigg había soltado la alarma del edificio para que los agente llegaran allí. La fotógrafa forense muere ya que un detective tocó sin querer una zona del aparato que hizo que un pincho saliera volando hacia el cuello de la fotógrafa. Strahm y Perez, por su cuenta, investigan otro sector del edificio donde encuentra a Billy, la marioneta sentada en una silla rodeada de velas. Perez encuentra un casete con su nombre y lo reproduce, en él se le informa de que Strahm matará a un inocente dentro de poco y que su siguiente paso será crítico. Pero Jigsaw también dice algo en voz baja, Perez se acerca para escuchar mejor y la cara de Billy explota, Perez cae herida por los pedazos de madera que se incrustaron en su rostro y Strahm llama a los paramédicos. Suben a Lindsey en una ambulancia y no se sabe más de ella.
En Saw V se puede deducir que Lindsey muere a causa de sus heridas a través de la explosión de Billy la marioneta y su última palabra fue Hoffman, esto hizo que Peter Strahm se obsesione con él.
Su muerte, sin embargo, se muestra que fue una farsa en Saw VI, cuando Hoffman se da cuenta de que ella está trabajando junto con Dan Erickson. Perez y Erickson examinan algunas anormalidades en los asesinatos de Saw V que los llevan a creer que el agente Peter Strahm quizás no era el cómplice adicional que estaban buscando. Cuando Perez y Erickson reciben la cinta de Jigsaw que fue mostrada a Seth Baxter, empiezan a analizar el audio con la esperanza de encontrar rastros de la voz de la persona que la grabó en verdad. Mientras esperan los resultados, Hoffman, quien se ve a punto de ser descubierto como el cómplice de Jigsaw, es interrogado por sobre varias inconsistencias, las cuales Hoffman trata de evitar. Cuando la cinta es descifrada exitosamente y Hoffman es revelado como la persona que la grabó, saca un cuchillo y corta el cuello de Erickson. Luego voltea donde Perez, arrojandole café a la cara y, usando a la técnica que trabajaba con la cinta como escudo humano para protegerse de los disparos de Perez, la llega a apuñalar, preguntándole sobre quién más sabe sobre su verdadera identidad. Perez, que está desangrándose hasta morir, le dice a Hoffman que todo el mundo sabe, Hoffman le dice que miente y la termina matando a puñaladas. Perez luego muere de sus heridas y es quemada en el edificio junto con Erickson y la técnica.

## Actriz
Athena Karkanis es la encargada de darle vida a la Agente Perez en la cuarta y sexta parte de Saw.

## Apariciones
- Saw IV
- Saw V (Flashback)
- Saw VI

## Doblaje
- Esther Solans dobla a Lindsey Perez en Saw IV.
- Verónica López Treviño dobla a Lindsey Perez en Saw IV. Dulce Guerrero dobla a Lindsey Perez en Saw VI.

- Datos: Q5976707